# Kieren Keke

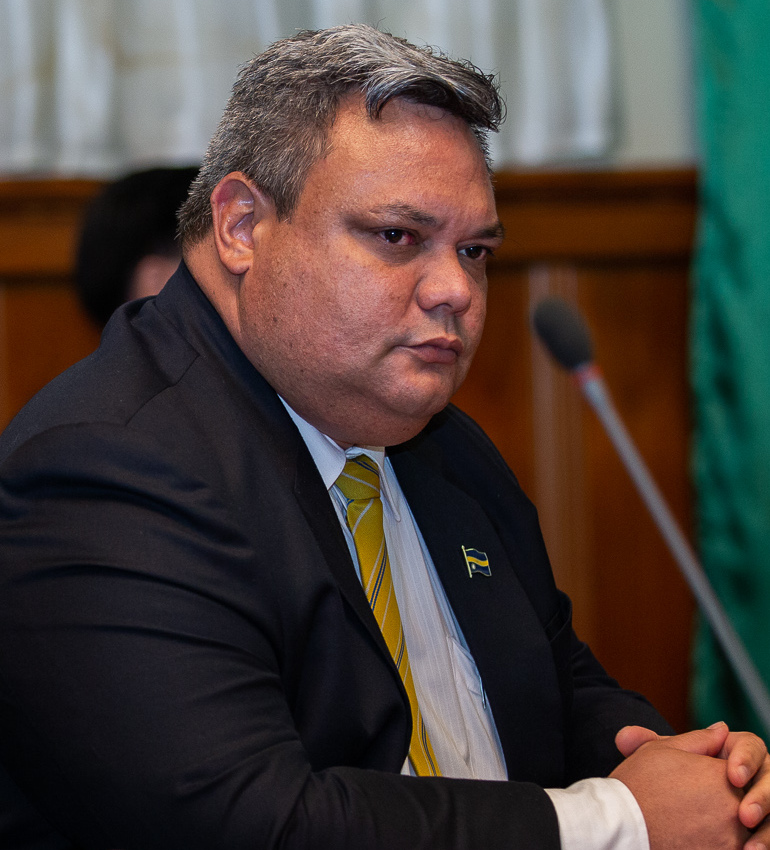
Kieren Keke, 2019

Kieren Aedogan Keke (* 27. Juni 1971 in Yaren) ist ein nauruischer Arzt, früherer Sprecher des nauruischen Parlaments und vormaliger Außenminister.

## Leben
Am 23. April 2004 nahm Keke zusammen mit seinen Parlamentskollegen David Adeang, Fabian Ribauw und Baron Waqa an Protesten auf dem Flughafen in Yaren teil und wurde dafür zu 14 Jahren Haft verurteilt. Die Haftstrafen wurden nach dem Regierungswechsel am folgenden 22. Juni aufgehoben.
Im September 2004 wurde Keke von Parlamentssprecher Russell Kun wegen doppelter Staatsbürgerschaft von Nauru und Australien angeklagt, um von seinem Mandat im Parlament suspendiert zu werden. Der Anklage wurde stattgegeben, obwohl die nauruischen Verfassung eine doppelte Staatsbürgerschaft nicht untersagt. Diese Suspension hatte einen weiteren „Deadlock“ im Parlament zur Folge, worauf Präsident Ludwig Scotty das Parlament auflöste. Bei den folgenden Parlamentswahlen 2004 sowie 2007 wurde Keke ins Parlament und als Gesundheitsminister wiedergewählt. Am 10. November 2007 trat er zusammen mit Justizminister Roland Kun und Industrieminister Frederick Pitcher nach einem Zerwürfnis mit Außenminister David Adeang zurück.
Nachdem im Dezember 2007 Scotty durch ein Misstrauensvotum abgesetzt worden war, wurde Keke vom neuen Präsidenten Marcus Stephen zum neuen Außenminister ernannt. Im Dezember 2009 vereinbarte er mit seinem russischen Amtskollegen Sergei Lawrow die Anerkennung der Unabhängigkeit von Abchasien und Südossetien durch Nauru, im Gegenzug sagte Russland Investitionen in die Infrastruktur Naurus zu. Nauru ist damit der vierte Staat nach Russland, Nicaragua und Venezuela, der die Souveränität Abchasiens und Südossetiens anerkennt.
Am 10. November 2011 wurde Kieren Keke nach dem Rücktritt von Präsident Stephen im Amt von Mathew Batsiua abgelöst. Am 11. Juni 2012 wurde er von Präsident Sprent Dabwido erneut zum Außenminister berufen. Am 7. Februar 2013 trat er zurück. Bei den Wahlen am 8. Juni 2013 wurde er erneut ins Parlament gewählt. Im Mai 2014 wurde er jedoch zusammen mit zwei weiteren Parlamentsmitgliedern suspendiert, da er sich in den Medien kritisch über die Regierung des Präsidenten Baron Waqa geäußert hatten. Bei den Wahlen 2016 konnte er seinen zweiten Platz im Wahlkreis Yaren verteidigen und erhielt somit wieder einen Sitz im Parlament. Bei der Parlamentswahl 2019 erreichte er dagegen nur den dritthöchsten Wert bei der Stimmenauszählung und gelangte nicht wieder ins Parlament.
Keke ist der Präsident der 2011 gegründeten Nauru Rugby Union, dessen 7er-Rugby-Nationalmannschaft bei den Pazifikspielen 2015 erstmals an internationalen Wettkämpfen teilnahm.